# Мелентин
Мелентин (њем. Mellenthin) општина је у њемачкој савезној држави Мекленбург-Западна Померанија. Једно је од 89 општинских средишта округа Остфорпомерн. Према процјени из 2010. у општини је живјело 485 становника. Посједује регионалну шифру (AGS) 13059111.

## Географски и демографски подаци
Мелентин се налази у савезној држави Мекленбург-Западна Померанија у округу Остфорпомерн. Општина се налази на надморској висини од 20 метара. Површина општине износи 19,2 km². У самом мјесту је, према процјени из 2010. године, живјело 485 становника. Просјечна густина становништва износи 25 становника/km².